# کانتون اسمرلدس
اسمرلدس (به اسپانیایی: Cantón Esmeraldas) یک منطقهٔ مسکونی در اکوادور است که در استان اسمرالداس واقع شده‌است.